# ラミントン男爵
ラミントン男爵（英: Baron Lamington）は、かつて存在したイギリスの男爵位。1880年以来、3代にわたってコクラン=ベイリー家が保持していたが、1951年に廃絶した。ダンドナルド伯爵家の分家筋であった。

## 歴史

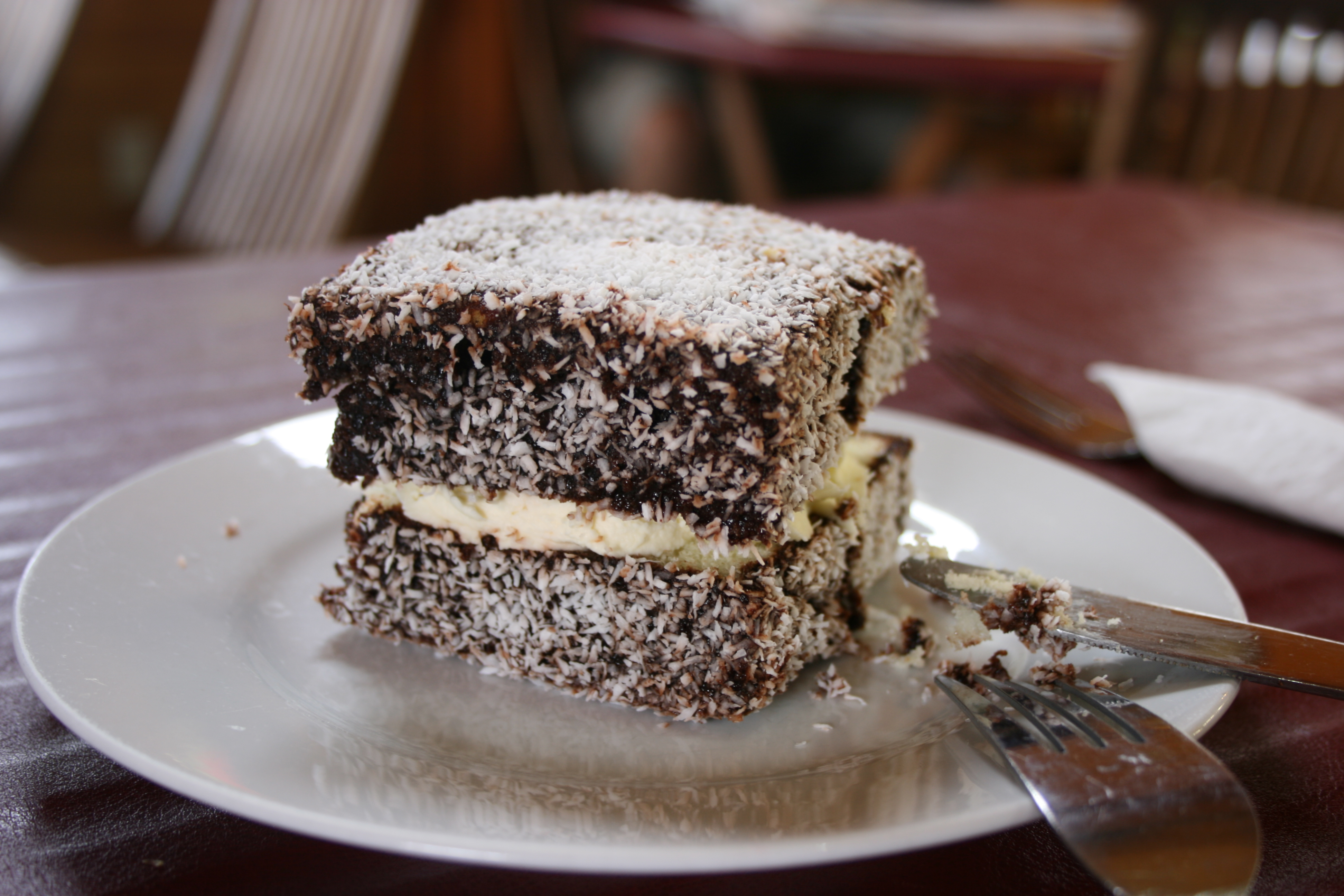
ラミントンケーキ
2代男爵チャールズ・ベイリー＝コクランに因むという説がある。

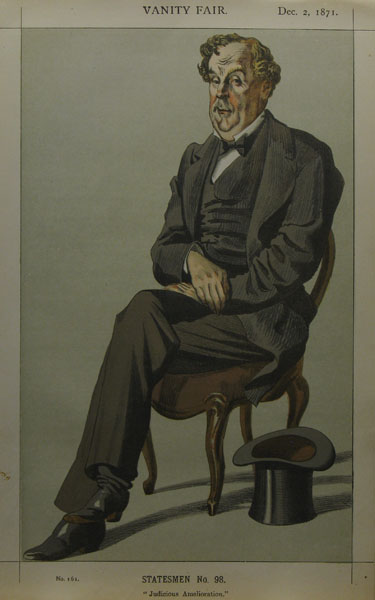
初代男爵のカリカチュア

首相ベンジャミン・ディズレーリの若き日の盟友にして保守党の政治家アレクサンダー・ベイリー＝コクラン(1816-1890)は、晩年にあたる1880年5月3日に連合王国貴族爵位のラナーク州ラミントンのラミントン男爵(Baron Lamington, of Lamington, in the County of Lanark)に叙せられた。彼ののちは一人息子のチャールズが爵位を継承した。
2代男爵チャールズ(1860-1940)も父同様に保守党の政治家で、クイーンズランド州総督やボンベイ総督を歴任している。
その息子である3代男爵ヴィクター(1896-1951)はスコッツガーズ連隊付大尉として第一次世界大戦に従軍して、柏葉敢闘章を授与されている。しかし、彼には子がなかったため、彼の死をもってラミントン男爵は廃絶となった。
一族のモットーは『幸運に勝る輝きやあらん(qvid clarivs astris)』であった。

## ラミントン男爵（1880年）
- 初代ラミントン男爵アレクサンダー・ダンダス・ロス・コクラン=ウィシャート=ベイリー（英語版） (1816–1890)
- 第2代ラミントン男爵チャールズ・ウォレス・アレクサンダー・ネイピア・ロス・ベイリー＝コクラン（英語版） (1860–1940)
- 第3代ラミントン男爵ヴィクター・アレクサンダー・ブリズベーン・ウィリアム・コクラン=ベイリー (1896–1951) (1951年ラミントン男爵廃絶)

### 註釈
1. ↑  初代男爵はその若き日にディズレーリらとともに、党内反執行グループである「ヤング・イングランド（英語版）」を結成して行動した[2]。ただし、彼はディズレーリの野心を警戒もしていたという[3]。